# Sumangali Cable Vision
 (juin 2017).
Sumangali Cable Vision (SCV) est un opérateur de câble indien présent au Tamil Nadu.